# Euthore inlactea
Euthore inlactea – gatunek ważki z rodziny Polythoridae. Występuje na terenie Ameryki Południowej.